# Мойсов, Джёрджи
Джёрджи Мойсов (макед. Ѓорѓи Мојсов; род. 27 мая 1985, Кавадарци) — македонский футболист, полузащитник. Старший брат Даниэла Мойсова.

## Карьера
Несколько сезонов провёл в клубах высшего дивизиона Македонии, сыграл около 190 матчей. Принимал участие в играх Лиги Европы.
В зарубежных клубах играл в высших лигах Сербии, Венгрии, Румынии. В 2016 году выступал в казахстанской Суперлиге в составе «Жетысу» из Талдыкоргана, провёл 14 матчей.
С 2017 года играет в низших лигах Македонии за «Тиквеш».